# Відносини між Німеччиною та Гвінеєю
Якість відносин між Німеччиною та Гвінеєю зазнавала певних коливань з моменту встановлення двосторонніх відносин у 1958 році. Завдяки своїй довгій історії співпраці в політиці розвитку, Федеративна Республіка Німеччина користується хорошою репутацією серед гвінейської громадськості. 

## Історія
Отто Фрідріх фон дер Грюбен очолив колоніальну експедицію на узбережжя Гвінеї в 1682 році за дорученням Фрідріха Вільгельма, курфюрста Бранденбурга. Він опублікував свої подорожні нотатки в 1692 році, вперше привернувши увагу широкої німецькомовної аудиторії до регіону. В кінці 19-го століття Фрідріх Колін заснував торгові пости вздовж річки Дубрека на території сучасної Гвінеї, а в 1884 році запросив охоронний лист для своїх володінь в імперського канцлера Отто фон Бісмарка. Роком пізніше Колін заснував у Франкфурті-на-Майні фірму Fr. Colin, Deutsch-Afrikanisches Geschäft, а 6 січня 1885 року кайзер Вільгельм I видав офіційний охоронний лист від Рейху для колонії Дубрека, колонії Дембія (див. також Капітай і Коба). Однак у грудні 1885 року Німецька імперія визнала суверенітет Франції над протекторатами, придбаними Колінзом у франко-німецькому протоколі. [2]
Після здобуття Гвінеєю незалежності в 1958 році були встановлені дипломатичні відносини з Федеративною Республікою Німеччина (ФДР). Після того, як у 1960 році Гвінея відправила дипломата до Східного Берліна в Німецькій Демократичній Республіці (НДР), спалахнув дипломатичний скандал, і Федеративна Республіка відкликала свого посла у Гвінеї відповідно до доктрини Хальштейна. Щоб залагодити кризу, Гвінея заперечила, що коли-небудь посилала посла. У 1962 році збірна Гвінеї зіграла свій перший міжнародний матч проти національної збірної НДР з футболу, програвши з рахунком 3:2. У 1970 році Гвінея остаточно встановила дипломатичні відносини з НДР, що призвело до розриву відносин з ФРН. Через п'ять років відносини з ФРН відновилися.
Після возз'єднання Німеччини двосторонні відносини розвивалися позитивно, але погіршилися за президентства Лансани Конте. У 2008 році Німеччина призупинила співпрацю з Гвінеєю в галузі розвитку після військового перевороту. Після проведення демократичних виборів у 2010 та 2013 роках відносини між двома країнами значно покращилися. У 2014 році дві країни уклали угоду про захист та заохочення інвестицій. У 2019 році між двома країнами було підписано міграційну угоду.

## Економічні відносини
У 2021 році обсяг двосторонньої торгівлі становив 210 мільйонів євро, що поставило Гвінею на 118 місце в рейтингу торгових партнерів Німеччини. Німеччина імпортує з Гвінеї критично важливу сировину, таку як боксити, а натомість експортує в країну переважно промислову та хімічну продукцію. [1]

## Співробітництво в галузі розвитку
Німеччина надає допомогу з розвитку у Гвінеї з 1970-х років (з перервами). Політика розвитку Німеччини зосереджена на базовій освіті та охороні здоров'я. Він також впроваджує заходи щодо сприяння зайнятості. Інші програми зосереджені на покращенні управління та охороні навколишнього середовища. Німецька асоціація освіти дорослих керує програмами грамотності дорослих у країні, а Weltfriedensdienst (Всесвітня служба миру) бере участь у запобіганні конфліктам. Крім того, в країні активно діють різні приватні ініціативи. [4]

## Культурні зв'язки
Попри позитивний імідж Німеччини, німецька культура відносно невідома у Гвінеї. Деякі гвінейці навчалися у Федеративній Республіці Німеччина, а також у НДР. В останні роки у Гвінеї зріс інтерес до німецької освіти. Існує партнерство між Університетом Конакрі та Бременським університетом. [4]

## Міграція
У 2021 році в Німеччині проживало трохи менш як 19 000 гвінейців. [5]

## Дипломатичні місії
Німеччина має посольство в Конакрі.
Гвінея має посольство в Берліні.

## Список використаної літератури
- «Німеччина та Гвінея: двосторонні відносини». Федеральне міністерство закордонних справ Німеччини. Архів оригіналу за 2022-12-19. Процитовано 2022-12-19.
- «Guineisch-deutsche Beziehungen — pangloss.de». www.pangloss.de. Архів оригіналу за 2022-11-29. Процитовано 2022-12-19.
- «Rangfolge der Handelspartner im Außenhandel» (PDF). Statistisches Bundesamt. Архів оригіналу за 2022-03-03. Процитовано 2022-09-30.
- «Deutschland und Guineea: bilaterale Beziehungen» (PDF). ЗВЄІ. Архів оригіналу за 2022-11-29. Процитовано 2022-11-29.
- «Ausländer in Deutschland bis 2021: Herkunftsland» (нім. Архів оригіналу за 2017-01-30. Процитовано 2022-11-29.
- «Deutsche Vertretungen in Guinea». Auswärtiges Amt (нім. Архів оригіналу за 2022-11-30. Процитовано 2022-12-19.
- «Вертретунген Гвінеї в Німеччині». Auswärtiges Amt (нім. Архів оригіналу за 2022-12-02. Процитовано 2022-12-19.